# Diarmaid MacCulloch

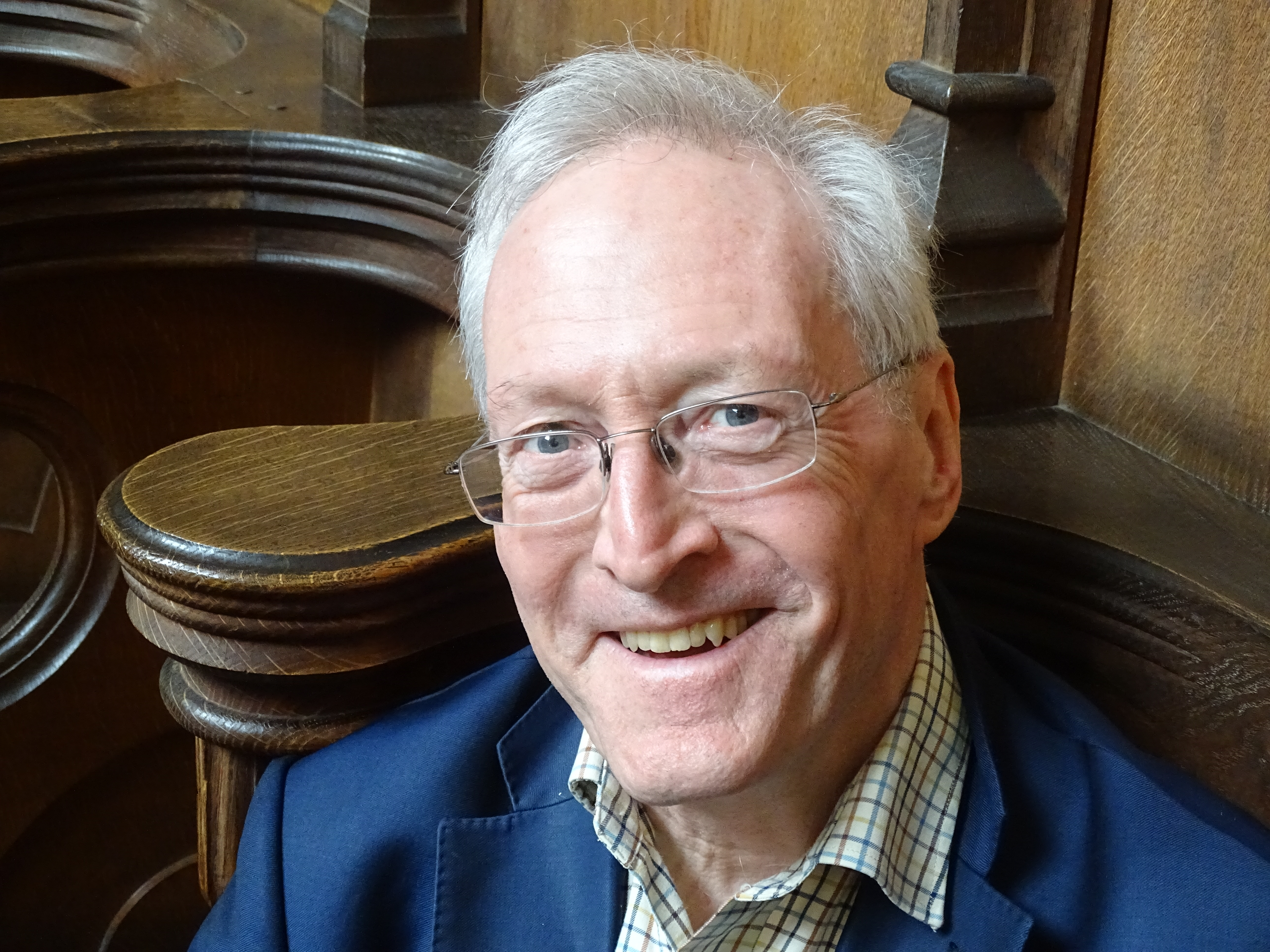
Diarmaid MacCulloch 2007.

Diarmaid Ninian John MacCulloch, född den 31 oktober 1951 i Kent, England, är en brittisk kyrkohistoriker.
MacCulloch är professor vid University of Oxford (sedan 1997). Han är vigd diakon i Church of England (sedan 1987), men avstod från prästvigning på grund av sin homosexualitet. 
Den kris hans uppgörelse med kyrkans inställning till denna innebar medförde ett avståndstagande från en dogmatisk tro, även om han fortfarande ser sig som en vän av kristendomen.
Utöver ett stort antal böcker, framför allt om reformationstidens historia, har han producerat TV-serier, däribland Kristendomens historia i sex avsnitt från 2009.

## Utmärkelser
- 1996 James Tait Black Memorial Prize, Thomas Cranmer: A Life
- 1996 Duff Cooper Prize, Thomas Cranmer: A Life
- 2004 National Book Critics Circle Award, Reformation: Europe's House Divided 1490–1700
- 2004 British Academy Book Prize, Reformation: Europe's House Divided 1490–1700
- 2010 Hessell-Tiltman Prize, A History of Christianity
- 2010 Cundill Prize, A History of Christianity
- 2012 Knight Bachelor